# Portal del Ángel
O Portal del Ángel (Portal de l'àngel em catalão) é uma rua pedonal de Barcelona famosa por reunir um grande número de estabelecimentos, pelo que é uma rua majoritariamente comercial.
Dita rua se comunica com a Praça da Catalunha e com ruas como Cucurulla ou Portaferrissa, entre outras.
Destaca por albergar una grande quantidade de lojas, sobre todo de moda, assim como estabelecimentos de comida rápida.
Em dita rua é habitual encontrar gente fazendo algum espetáculo para ganhar algum dinheiro, seja dançar, tocar algum instrumento, etc. Ainda que onde sobre tudo predominam estas atividades é em Las Ramblas.
Também acostuma a haver alguns pequenos postos ambulantes onde se vendem produtos artesãos entre outros artículos.